# 黃恩彤
黃恩彤（1801年—1883年），原名丕範，字綺江，號石琴，室名知止堂，山東寧陽人。清朝政治人物、学者。進士出身。

## 生平

### 入仕
道光二年（1822年）中壬午科举人，道光六年（1826年）登丙戌科進士。授刑部主事。道光十二年（1832年）因防範越獄不力降調。道光十四年（1834年）任熱河都統衙門理刑司員。道光十七年（1837年）任刑部直隸司主事，歷升員外郎、四川司郎中。道光十九年（1839年）任順天鄉試同考官。次年，任廣西鄉試正考官。

### 和議
同年，黃恩彤出任江南鹽法道，次年署江蘇按察使，又署江蘇布政使。道光二十二年（1842年）實授江蘇按察使。

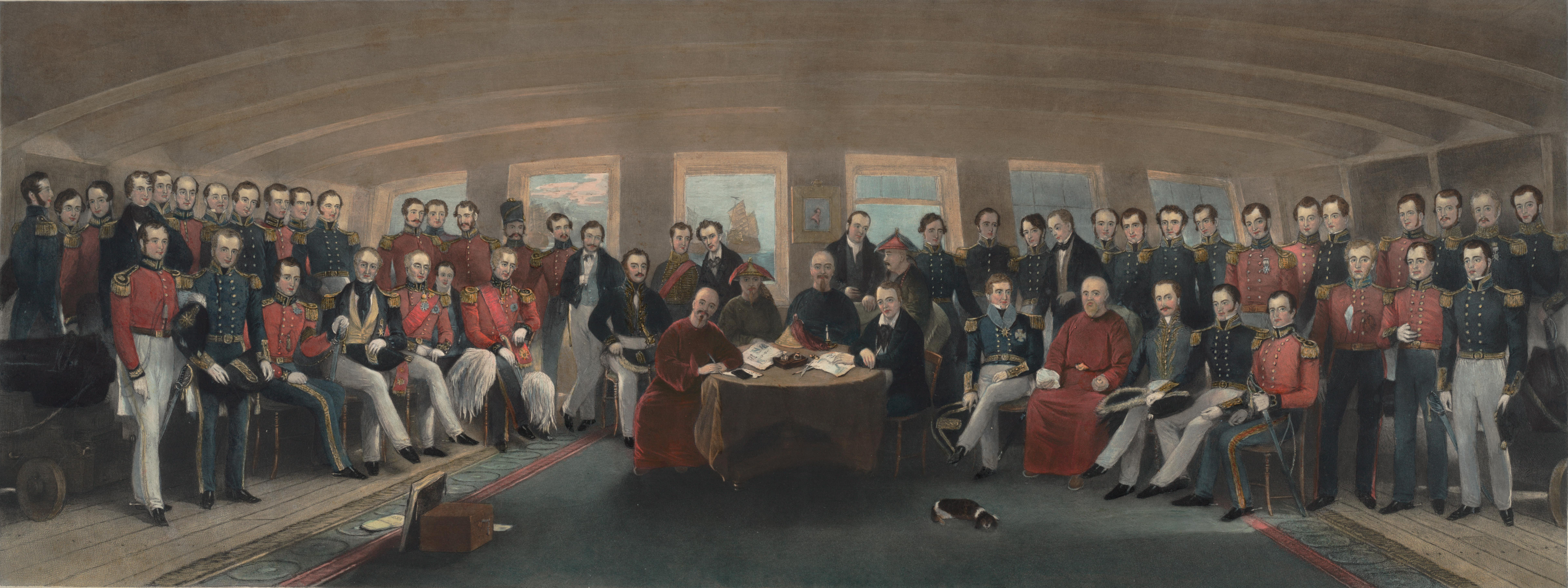
《南京條約》簽訂場面

第一次鴉片戰爭期間，英國軍隊進犯江寧，黃恩彤奉耆英、伊里布之命偕同侍衞咸齡登上英艦談判，並隨同簽訂《南京條約》。事竣，又隨伊里布前往廣東，籌備通商事宜。期間，黃恩彤與粵海關監督文豐共事，將番舶互市改為官辦，并增減規則，稽查偷稅漏稅。道光二十三年（1844年）調廣東按察使，同年升廣東布政使。美國人顧盛請求入京，黃恩彤趕赴澳門將其勸阻，因功賞賜花翎。

### 巡撫
道光二十五年（1845年）升任廣東巡撫。次年，英國強欲進入廣州，向時任兩廣總督、協辦大學士的耆英提出租地、建房等要求。黃恩彤建議耆英暫時應承。事情傳出，粵民嘩然，黃恩彤被彈劾。恰逢監臨文武鄉試，黃恩彤疏請給予年老武生武職虛銜，朝廷下詔斥責其違例，褫職，交耆英差遣。不久，以同知銓選。

### 晚年
道光二十九年（1849年）黃恩彤乞養歸里。咸豐初年，黃恩彤在籍興辦團練，对抗太平軍。第二次鴉片戰爭期間，奉命隨耆英前往天津議和，尚未到達，合約已定。同治年間，以抵禦捻軍之功，予三品封典。光緒七年（1881年）重逢鄉舉，加二品銜。不久卒。

## 家族
子黃師誾，咸豐二年（1852年）登壬子恩科進士，官至廣西桂林府知府。

## 著作
黃恩彤著述甚豐，兩次纂《寧鄉縣志》，還有《离骚分段约说》一卷、《余霞集》一卷、《秋声词》一卷、《飞鸿集文》四卷、《抚远纪略》一卷、《憩亭诗稿》一卷、《使粤诗草》一卷、《忘余诗草》一卷、《飞鸿集诗》四卷、《大清律例按语根源》104卷以及《稀龄追忆录》四卷续一卷等。

### 引用
1. ↑  《清史稿·列傳三七一》：黃恩彤，字石琴，山東寧陽人。道光六年進士，授刑部主事，治獄數有平反。充提牢，以疏防越獄降調，尋復之。充熱河理刑司員，卻翁牛特蒙古公賄，黜其爵。累遷郎中。
2. ↑  國立故宮博物院圖書文獻處清國史館傳稿 ,701000602號
3. ↑  《清史稿·列傳三七一》：二十年，出為江南鹽巡道，遷按察使，署江寧布政使。英兵犯江寧，耆英、伊里布令恩彤偕侍衞咸齡赴敵艦議款，隨同定約。事竣，復隨伊里布赴廣東，籌議通商。改番舶互市歸官辦，增減稅則，稽查偷漏，悉由恩彤與粵海關監督文豐商定。調廣東按察使，遷布政使。美利堅人顧盛請入京，恩彤赴澳門辯折，止其行，賜花翎。
4. ↑  《清史稿·列傳三七一》：二十五年，就擢巡撫。恩彤疏陳洋務，略曰：「欲靖外侮，先防內變。粵民性情剽悍，難與爭鋒，亦難與持久。未可因三元里一戰，遽信為民足禦侮也。該夷現雖釋怨就撫，而一切駕馭之方與防備之具，不可一日不講。但當示以恩信，妥為羈縻，一面慎固海防，簡練軍實。尤必撫柔我民，所欲與聚，所惡勿施，以固人心而維邦本。庶在我有隱然之威，因以折彼囂淩之氣。」疏入，上韙之。尋屆京察，與耆英並被議敘。籌備海防，裁虎門屯丁，以沙田租稅充戰船砲臺歲修之費。
5. ↑  《清史稿·列傳三七一》：二十六年，英人爭入城，議久不決，粵民憤不可諭，恩彤前疏不為時論所與，被劾。會監臨文武鄉試，疏請年老武生給予武職虛銜，詔斥其違例，褫職，交耆英差遣。尋以同知銓選。
6. ↑  《清史稿·列傳三七一》：二十九年，告養歸。咸豐初，在籍治團練。天津議和，命隨耆英往，恩彤至，則款議已定，仍請終養。同治中，以禦捻匪功，予三品封典。光緒七年，鄉舉重逢，加二品銜。尋卒。
7. ↑  《詞林輯略》
8. ↑  黄恩彤形述 （页面存档备份，存于） 泰山學院圖書館

## 外部連結
- 宁阳近代历史名人黄恩彤 中国政协宁阳县委员会
- 名胜古迹 黄氏祠堂 宁阳广电网
- 黃恩彤 （页面存档备份，存于） 中研院史語所